# Vriesea medusa
Vriesea medusa är en gräsväxtart som beskrevs av Versieux. Vriesea medusa ingår i släktet Vriesea och familjen Bromeliaceae. Inga underarter finns listade i Catalogue of Life.